# HD95310
HD95310 — хімічно пекулярна зоря спектрального класу
A7 й має  видиму зоряну величину в смузі V приблизно  5,1.
Вона  розташована на відстані близько 403,2 світлових років від Сонця.

## Фізичні характеристики
Зоря HD95310 обертається 
досить швидко 
навколо своєї осі. Проєкція її екваторіальної швидкості на промінь зору становить  Vsin(i)= 86км/сек.